# 조에우송 프란사 지아스
조에우송 프란사 지아스(포르투갈어: Joelson França Dias, 1988년 5월 29일 ~ )는 브라질의 축구 선수이다.

## 수상

### 개인
- 브라질 캄페우나투 페르남부카누 득점왕